# Asactopholis bicuspis
Asactopholis bicuspis är en skalbaggsart som beskrevs av Frey 1970. Asactopholis bicuspis ingår i släktet Asactopholis och familjen Melolonthidae. Inga underarter finns listade.